# Caradog ap Meirion
Caradog ap Meirion was koning van Gwynedd, het middeleeuwse Wales van ca.754 tot 798
De geschiedenis van Gwynedd van die periode is erg duister en er is een gebrek aan betrouwbare informatie. De Annales Cambriae vermelden niet de dood van een eerdere koning, dus de datum waarop hij koning werd, is niet bekend, noch de datum wanneer hij stierf. Vermoedelijk was hij de regent voor de zoon van zijn voorganger, Rhodri Molwynog ap Idwal, Cynan ap Rhodri, die hem opvolgde.
Tijdens zijn regeerperiode zou bisschop Elfodd, de computus paschalis, de berekening van de paasdatum, hebben aangepast en niet langer de berekening volgens het Keltisch christendom aannemen.